# 嘉倫姊妹花
嘉倫姊妹花（英語：The Callen Sisters）是一對來自美國紐約市 Saratoga Springs 的二人姊妹花組合。她們以豎琴及結他作主力樂器，二人亦同時是唱作歌手，因此其音樂較為突出。

## 組成
嘉倫姊妹花由姊姊耶莎‧嘉倫（Jessa Callen，1982年出生）及妹妹貝芙‧嘉倫（Beth Callen，1984年出生）組成，受母親Kim影響，二人自幼喜愛音樂，學習鋼琴、長笛、結他等樂器。

其中姊姊後來愛上了豎琴，並接受正統作曲及豎琴訓練，並獲作曲音樂學士學位，更成為專業豎琴手及樂師，曾參與數部電影配樂及藝人專輯的製作，現時仍在紐約市私人教授豎琴和演出。 另一方面，她們姊妹倆在高中時代便已開始現場演出，受到她們親人（包括姨媽Karen、母親Kim和祖母）先後於2003-2005年期間因癌症去世的影響，因而在音樂創作上找到安慰，促成她倆組成音樂組合，並於2006年8月22日作首度公開演出，而伴奏樂隊亦告成立，包括她們好友Dan Castellani（後來成為她倆首張專輯的編曲及監製）、Chris Anderson和Dave Gluck。

## 專輯
首張同名專輯於2007年10月推出，兩姊妹各負責6首歌的創作及主唱，她們的歌曲相當富有個人體驗和感情，雖然受到連番親人離世的打擊，但有哀而不傷、充滿希望的特點，就如Beth寫給她倆母親Kim的Like You便可見到。而Jessa的豎琴與Beth的結他相互交織，加上她們的歌聲，構成一種相當獨特的風格。

### 2007 - The Callen Sisters

#### 曲目表
1. Anomie
2. Irrelevant
3. Like You
4. Life
5. Wildfires
6. Lullaby
7. Tangled Up
8. Phase
9. Reincarnate
10. Almost Gone
11. Whirlwind Came
12. Wake Up

#### 樂隊
- Jessa Callen - 豎琴及主唱
- Beth Callen - 結他及主唱
- Chris Anderson - 低音結他手
- Dan Castellani - 鍵琴手
- Dave Gluck - 鼓手

## 外部連結
- The Callen Sisters 官方網頁（页面存档备份，存于）
- The Callen Sisters MySpace Site（页面存档备份，存于）
- The Callen Sisters 官方網誌（页面存档备份，存于）
- Jessa Callen's entry in Harp Mall

### 視像片段
- The Callen Sisters 現場演出Life，於紐約市Saratoga Springs（页面存档备份，存于）